# L'Accident (mini-série)
Pour les articles homonymes, voir L'Accident.
L'Accident est une mini-série dramatique française en six épisodes de cinquante-deux minutes réalisée par Edwin Baily, diffusée du 4 décembre 2016 au 18 décembre 2016 sur La Une en Belgique.
En France, elle est diffusée une première fois le 31 mai 2018 (épisodes 1, 2, 3) et  le 7 juin 2018 (épisodes 4, 5, 6) sur France 3; puis rediffusée le 11 juillet 2019 (3 premiers épisodes) et le 18 juillet 2019 (3 derniers épisodes) sur la même chaîne.

## Synopsis
Artisan électricien dans la station balnéaire bretonne de Sainte-Lune, Gabriel Cauvy est marié à Rebecca et père de Luna. Les affaires sont irrégulières, l'activité économique est stagnante et la commune se vide progressivement de ses habitants. 
Une journée noire va s'abattre sur Gabriel : il se dispute le matin avec Rebecca, apprend que Sabine, sa fidèle secrétaire, perd son père dont elle assurait la surveillance médicale, découvre des malversations sur l'équipement électrique du casino municipal dont il avait assuré l'installation, mais surtout, à la nuit tombée, Rebecca est retrouvée morte dans sa voiture, percutée de plein fouet alors qu'elle stationnait à contre-sens sur une bretelle d'accès à la voie express menant à Saint-Brieuc. L'autopsie révèlera qu'elle était complètement ivre et une bouteille de vodka largement entamée sera retrouvée sur le siège passager.
Complètement anéanti, Gabriel ne se résigne pourtant pas à l'évidence. Rebecca ne buvait jamais et elle n'avait rien à faire sur cette route au moment de l'accident. Voulant en savoir plus, il se heurte à l'agressivité de la famille de la voiture percuteuse (qui a perdu son chef de famille et un enfant dans l'événement), à l'hostilité de Florence, sa belle-mère, qui lui reproche le probable suicide de Rebecca, et à l'inertie de la gendarmerie qui a reçu l'ordre de classer le dossier comme un banal accident routier. Toutefois, Solène l'enquêtrice qui a traité l'affaire, se montre aussi intriguée que Gabriel et décide de reprendre le dossier malgré l'opposition de son supérieur, le major Lalande. Gabriel et Solène, chacun de son côté, vont progressivement mettre au jour des faits de plus en plus étranges, mettant en lumière l'existence d'une véritable économie parallèle dans la paisible cité et rendant de plus en plus obscures les circonstances réelles de la mort de Rebecca.

## Fiche technique
- Titre original : L’Accident
- Réalisation : Edwin Baily
- Scénario : Olivier Prieur et Bruno Solo, d’après le roman de Linwood Barclay
- Photographie : Dominique De Wever
- Montage : Isabelle Dedieu
- Musique : Pierre-Philippe Côté
- Production : Jacques Salles
- Sociétés de production : Square Productions ; Gétévé Productions et Solo'n Co
- Société de distribution : France Télévisions
- Pays d’origine :  France
- Langue originale : français
- Format : couleur
- Genre : drame
- Durée : 43 à 60 minutes
- Dates de diffusion :
  - France : 15 septembre 2016 (Festival de la fiction TV de La Rochelle) ; 31 mai 2018 sur France 3 (diffusion nationale)
  - Belgique : 4 décembre 2016 sur La Une
  - Suisse romande : 31 mai 2018

## Distribution
- Bruno Solo : Gabriel Cauvy
- Charlotte Talpaert : Solène, adjudant de gendarmerie
- Rose Montron : Luna, fille de Gabriel et Rebecca
- Charlotte des Georges : Sabine, secrétaire de Gabriel
- Frédéric Andrau : Denis Clermont, adjudant-chef de gendarmerie
- Marc Citti  : Pascal Pamart
- Emma Colberti : Rebecca Cauvy
- Gabrielle Atger : Iris Lafargue
- Romane Portail : Anne Clermont
- Béatrice Agenin : Florence Oeustermans, mère de Rebecca
- Serge Larivière : Béranger Oeustermans
- Erick Deshors: Virgil, chef de réseau
- Matthias Jacquin: Théo
- Jean-Pierre Becker : le major Lalande
- Vincent Furic : Pierre-Yves Lafargue
- Carlo Brandt :  Destouches

## Origines
La mini-série est une adaptation du roman Contre tout attente de l'écrivain canadien Linwood Barclay. L'action y est cependant relocalisée en Bretagne.  Bruno Solo est le co-scénariste de l'adaptation mais également l'acteur principal.

## Lieux de tournage

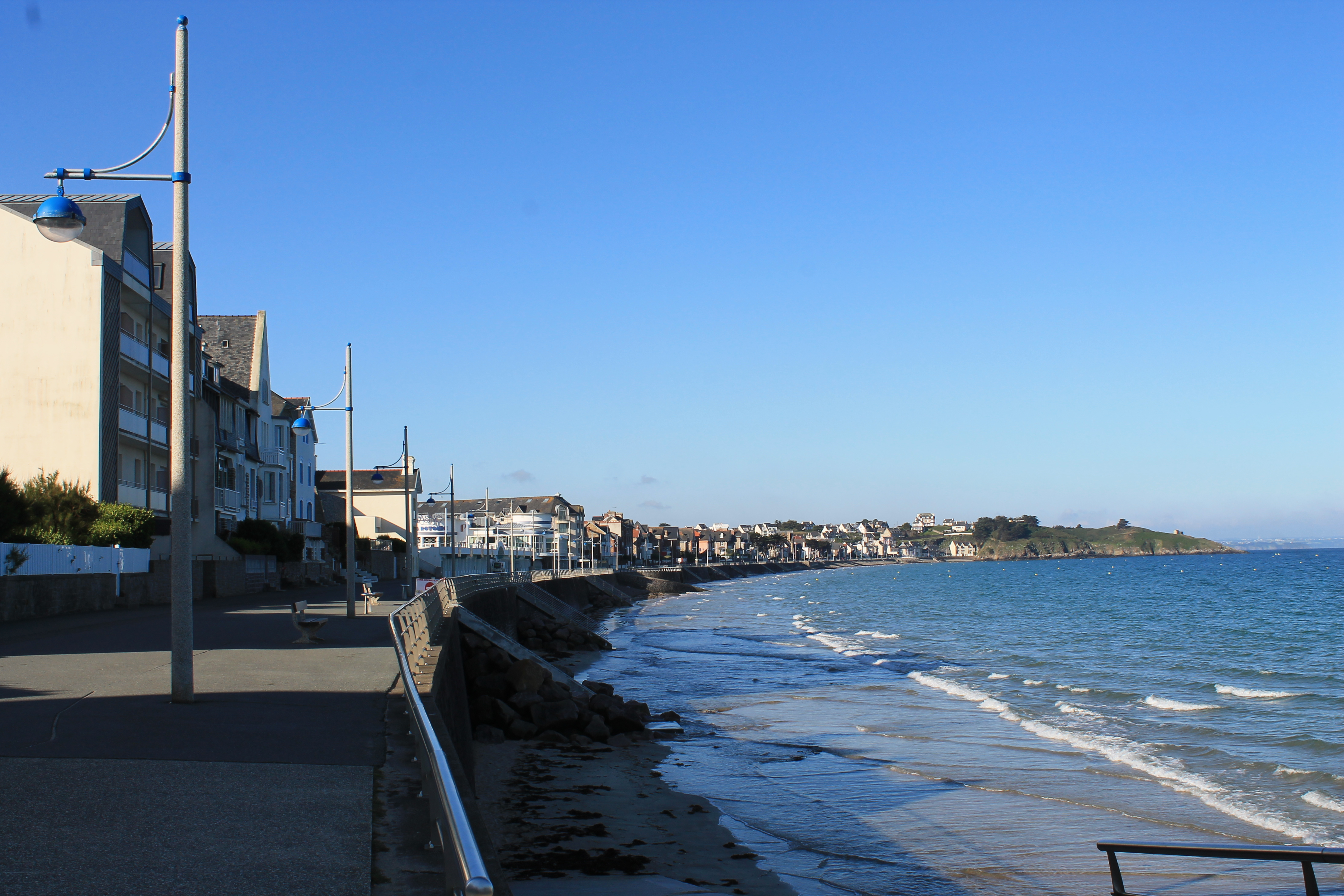
Pléneuf-Val-André - Plage.

La mini-série a été notamment tournée à :
- Pléneuf-Val-André
- Saint-Brieuc
- Route nationale 12

## Diffusion
D’abord présentée au Festival de la fiction TV de La Rochelle en septembre 2016, la mini-série L’Accident est diffusée le 4 décembre 2016 en Belgique et le 31 mai 2018 en France et Suisse.